# Sean Malone
Sean Malone (ur. w Delran w stanie New Jersey, zm. w grudniu 2020) – amerykański muzyk, kompozytor i instrumentalista, wirtuoz gitary basowej oraz chapman stick. Znany z występów w grupach muzycznych Anomaly, Cynic, Gordian Knot, Office of Strategic Influence oraz Aghora. Prowadził wykłady z teorii muzyki na University of Oregon.
Współpracował również z takimi muzykami jak: Sean Reinert, Robert Wegmann, Steve Hackett, Tim Mullally, John Wesley, Todd Grubbs, Paul Masvidal, Robert Wegmann, Trey Gunn, Ron Jarzombek, John Myung czy Bill Bruford.

## Dyskografia
- Cynic – Focus (1993, Roadrunner Records)
- Anomaly – Anomaly (1998, Mandamus Records Inc)
- Gordian Knot – Gordian Knot (1999, Sensory Records)
- Spiral Architect – A Sceptic’s Universe (2000, Sensory Records, gościnie)
- Gordian Knot – Emergent (2003, Sensory Records)
- Spastic Ink – Ink Compatible (2004, Eclectic Electric, gościnnie)
- Freak Neil Inc. – Characters (2005, Lion Music)
- Cynic – Traced in Air (2008, Season of Mist)
- Cynic – Carbon-Based Anatomy (2011, Season of Mist)

## Publikacje
- Dictionary of Bass Grooves, Hal Leonard Corporation, 1998, ISBN 978-0793589647
- A Portrait of Jaco: The Solos Collection, Hal Leonard Corporation, 2002, ISBN 978-0-634-01754-4
- Rock Bass: Hal Leonard Bass Method Stylistic Supplement, Hal Leonard Corporation, 2004, ISBN 978-0634068140
- Music Theory: A Practical Easy to Use Guide - Supplement to Any Bass Method, Hal Leonard Corporation, 2006, ISBN 978-0634057151